# Arthur Decabooter
Arthur Decabooter, né le 3 octobre 1936 à Welden et mort le 26 mai 2012 lors d'une balade à vélo le long de l'Escaut, est un coureur cycliste belge. Il fut professionnel de 1959 à 1967, son surnom était « Le taureau ». Il est le beau-frère de Walter Godefroot également coureur cycliste.

## Palmarès

### Palmarès année par année
- 1955
  - 3e, 6ea (contre-la-montre) et 7e étapes de l'Omloop der 9 Provincies
  - Tour des Flandres amateurs
  - International Grand Prix of Essex
  - 2e de Gand-Wevelgem amateurs
  - 3e de l'Omloop der 9 Provincies
- 1957
  - 8e de Paris-Tours
- 1958
  - Nokere Koerse
  - Tour des Flandres des indépendants
- 1959
  - Grand Prix de la ville de Zottegem
  - Circuit du Houtland
  - 2e du Circuit des Ardennes flamandes - Ichtegem
  - 2e de Kuurne-Bruxelles-Kuurne
  - 2e du Circuit Mandel-Lys-Escaut
  - 4e du Tour des Flandres
  - 10e de Milan-San Remo
- 1960
  -  Champion de Flandre-Orientale
  - À travers la Belgique
  - Tour des Flandres
  - Tour d'Espagne :
    -  Classement par points
    - 8e et 15e étapes

  - 1re étape du Tour de Belgique
  - Escaut-Dendre-Lys
  - Grand Prix Marcel Kint
  - 2e du Circuit du Houtland
  - 3e du championnat de Belgique sur route
  - 4e de Milan-San Remo
  - 8e de Paris-Bruxelles
  - 10e du Tour d'Espagne
- 1961
  - Circuit Het Volk
  - Grand Prix E3
  - Grand Prix de Denain
  - 11e étape du Tour d'Espagne
  - 3e du Circuit des régions flamandes
  - 3e des Six Jours de Gand (avec Klaus Bugdahl)
  - 6e de Paris-Tours
  - 8e du Tour des Flandres
  - 9e de Paris-Roubaix
- 1962
  - 2e du Circuit des régions flamandes
  - 2e du Circuit de Flandre centrale
  - 3e du championnat de Belgique d'américaine (avec Willy Vannitsen)
  - 3e de la Coupe Sels
  - 3e du Tour du Brabant
- 1963
  - Circuit des Trois Provinces (Avelgem)
  - Circuit de la vallée de la Lys
  - 2e du Circuit du Brabant occidental
  - 3e du championnat de Belgique d'américaine (avec Willy Vannitsen)
  - 3e du Grand Prix Marcel Kint
  - 9e de Paris-Roubaix
- 1964
  - Kuurne-Bruxelles-Kuurne
  - Circuit du Houtland
  - 2e du Het Volk
  - 2e du Circuit de Flandre centrale
  - 2e du Grand Prix de la Banque
  - 3e de Bruxelles-Ingooigem
  - 6e du Tour des Flandres
- 1965
  - Nokere Koerse
  - 2e du Championnat des Flandres
  - 2e du Circuit des frontières
  - 3e du championnat de Belgique sur route
  - 5e de Paris-Tours
  - 9e du Tour des Flandres
- 1966
  - 6e et 8e étapes du Tour d'Andalousie
  - 5eb étape des Quatre Jours de Dunkerque
  - Circuit des onze villes
  - 8e de Paris-Roubaix
  - 9e de Paris-Bruxelles
- 1967
  - Circuit des régions flamandes
  - Roubaix-Cassel-Roubaix
  - 2e du Circuit des onze villes
  - 2e des Six Jours de Madrid (avec José Manuel López Rodríguez)
  - 9e de Paris-Roubaix

### Résultats sur les grands tours

#### Tour de France
3 participations
- 1962 : abandon (14e étape)
- 1963 : abandon (11e étape)
- 1964 : abandon (16e étape)

#### Tour d'Espagne
3 participations
- 1960 : 10e,  vainqueur du classement par points, vainqueur des 8e et 15e étapes
- 1961 : abandon (16e étape), vainqueur de la 11e étape
- 1964 : 16e

#### Tour d'Italie
1 participation
- 1962 : abandon (14e étape)